# Marek Agrypa

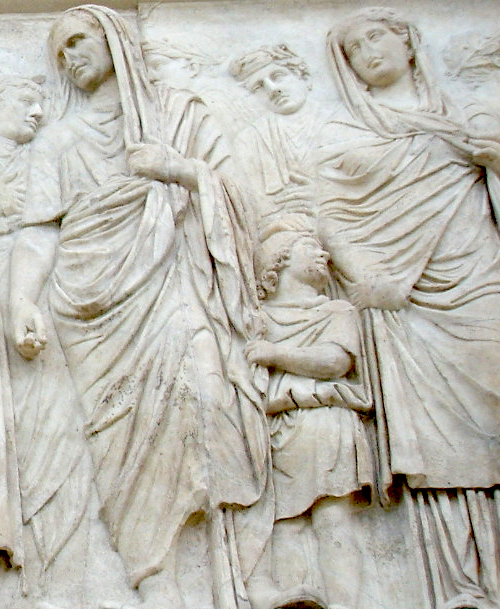
Postać Marka Agrypy na Ara Pacis – augustejskim Ołtarzu Pokoju

Marek Wipsaniusz Agrypa, Marcus Vipsanius Agrippa (ur. 63 p.n.e., zm. 12 p.n.e.) – rzymski polityk i dowódca wojskowy. 

## Biografia
Był synem Lucjusza Wipsaniusza Agrypy oraz zięciem, stronnikiem i przyjacielem cesarza Augusta. Był także rówieśnikiem Oktawiana i studiował razem z nim w Apolonii. Za jego radą po zamachu na Gajusza Juliusza Cezara, Oktawian wyruszył natychmiast do Rzymu. Agrypa odegrał znaczącą rolę w wojnie przeciwko Lucjuszowi Antoniuszowi i Fulwii, bratu i żonie Marka Antoniusza zakończonej zdobyciem Peruzji.
Dwa lata później stłumił powstanie w Galii i przekroczył Ren dla powstrzymania agresji Germanów. Po powrocie odmówił odbycia triumfu, ale przyjął konsulat w 37 p.n.e. Przygotował wojnę z Sekstusem Pompejuszem, rozbudowując porty i szkoląc flotę w sztucznym Porcie Julijskim zbudowanym w pobliżu Bajów. Następnie jako dowódca floty pokonał Sekstusa Pompejusza w bitwach pod Myle i pod Naulochus w 36 p.n.e. Poślubił Pomponię, córkę przyjaciela Cycerona, Pomponiusza Attyka. W 33 p.n.e. wbrew tradycyjnej kolejności sprawowania urzędów został edylem kurylnym i zasłużył się rozbudowując i upiększając Rzym, zwłaszcza porządkując i odnawiając system wodociągowy i kanalizacyjny. W celu obsługi, naprawy i rozbudowy akweduktów i kanalizacji, z własnego majątku powołał oddział 240 niewolników, który po jego śmierci stał się podstawą państwowej familia publica. 
Ponownie objął dowództwo floty po wybuchu wojny z Markiem Antoniuszem. Zwycięstwo we wrześniu 31 p.n.e. w bitwie morskiej pod Akcjum nad flotą Marka Antoniusza i Kleopatry VII było w znacznej mierze jego zasługą. Dało ono Oktawianowi pełnię władzy nad ówczesnym imperium rzymskim. Jako znak zaufania ze strony Oktawiana, Agrypa otrzymał rękę jego siostrzenicy Marceli. W 27 p.n.e. objął po raz trzeci konsulat i na pamiątkę bitwy pod Akcjum zbudował w Rzymie Panteon (inskrypcje upamiętniające jego fundację zachowały się nawet po przebudowie Panteonu przez Hadriana). Zbudował także akwedukty i termy oraz inne budowle publiczne.
Wskutek intryg Liwii i zazdrosny o wpływy Marcellusa, ostentacyjne opuścił Rzym, przyjmując namiestnictwo Syrii, choć funkcję tę sprawował rezydując na greckiej wyspie Lesbos. Po śmierci Marcellusa, męża Julii, córki Augusta, Oktawian wezwał go ponownie do Rzymu i dla bliższego związku z nim nakazał mu rozwód z Marcelą oraz (za radą Mecenasa) poślubienie w 21 p.n.e. Julii, wdowy po Marcellusie. W 19 p.n.e. Agrypa stłumił powstanie Kantabryjczyków w Hiszpanii, w 17 p.n.e. ponownie był namiestnikiem Syrii, gdzie zyskał uznanie za swoje rządy. Zmarł w Kampanii w 12 p.n.e. w wieku 51 lat. August uhonorował go wspaniałym pogrzebem i pochówkiem w Mauzoleum Augusta, a jego synowie (zmarli w młodym wieku), Gajusz Cezar i Lucjusz Juliusz Cezar, zostali adoptowani przez Oktawiana Augusta.
Agrypa był również geografem. Stworzył mapę geograficzną ówczesnego świata, którą Oktawian August kazał umieścić w Portyku Wipsanii. Do mapy tej Agrypa miał sporządzić komentarz geograficzny, zawierający zapewne dane dotyczące granic i odległości. Napisał też autobiografię. Nic z jego twórczości nie zachowało się do naszych czasów.

## We współczesnej kulturze masowej
Postać Marka Agrypy pojawiła się w grze komputerowej Shadow of Rome (jedna z głównych, obok Augusta, postaci) oraz w serialu telewizji HBO pt. Rzym i w serialu BBC pt. Ja, Klaudiusz. Postać ta również występuje w serialu Domina, gdzie główną rolę zagrała polska aktorka Kasia Smutniak.